# Bertil Risling
Johan Bertil Risling, född den 31 december 1914 i Mörby, Stockholms län, död den 28 augusti 1989 i Stockholm, var en svensk militär.
Risling blev fänrik vid Jämtlands fältjägarregemente 1938, löjtnant där 1940 och kapten där 1946. Han var lärare vid Krigsskolan 1942–1946 och genomgick Krigshögskolan 1952. Risling blev major i generalstabskåren 1956 och vid Norrbottens regemente 1958. Han var försvarsattaché i Helsingfors 1961–1970. Risling befordrades till överstelöjtnant vid försvarsstaben 1961 och till överste 1966. Han blev riddare av Svärdsorden 1956. Risling är gravsatt i minneslunden på Norra begravningsplatsen utanför Stockholm.